# Next 2 You
Next 2 You is een nummer van de Amerikaanse zanger Chris Brown, in samenwerking met Justin Bieber. Het nummer werd uitgebracht op 18 maart 2011 door het platenlabel Sony Music. Het nummer behaalde de 26e positie in de Billboard Hot 100 en de 43e positie in de UK Singles Chart.